# Amphipoea grisea-albo
Amphipoea grisea-albo är en fjärilsart som beskrevs av Heydemann 1931. Amphipoea grisea-albo ingår i släktet Amphipoea och familjen nattflyn. Inga underarter finns listade i Catalogue of Life.